# Джонатан Брі
Джонатан Брі — сольний виконавець, автор пісень і продюсер із Нової Зеландії, а також співзасновник інді-поп гурту The Brunettes в 1998 році та Lil' Chief Records в 2002 році. Також часто співпрацює з товаришами по лейблу як музикант, інженер та продюсер звукозапису.

## Раннє життя
Джонатан Брі народився наприкінці 1970-х років у Новій Зеландії. Марк Лайонс, двоюрідний брат Джонатана та фронтмен інді-поп гурту The Nudie Suits, був наставником Брі. Коли Джонатану було десять років, Лайонс познайомив його з виконавцями гурту «Modern Lovers».
Уперше у своїй кар'єрі Джонатан грав у прямому ефірі як барабанщик у гурті Лайонса «Plaster Saints».

## Музична кар'єра
Гурт «The Brunettes» був створений в Окленді у 1998 році Джонатаном Брі та Хізер Менсфілдом. За словами Брі:
|  | Моя двоюрідна сестра створила свій гурт Yoko. Мені стало зрозуміло, що в неї чудовий природний голос… Я шукав дівчину, щоб заспівати пісні, які написав для дуету. Тож я почав працювати з нею. |

Гурт випустив свій перший запис «Mars Loves Venus» в 1998.
У 2002 році Брі заснував лейбл «Lil 'Chief Records» з інді-поп-музикантом Скоттом Манніоном з Tokey Tones. Двоє музикантів зустрілися в магазині Marbecks Record в Окленді, де працював Брі. Альбом «Brunettes Holding Hands, Feeding Ducks» вийшов у 2002 році, він був дебютним для лейблу. Альбом отримав блискуче рев'ю від Allmusic.
Наступні два альбоми на лейблі були випущені одночасно в 2003 році гуртом «The Tokey Tones», в якому Джонатан брав участь у записі деяких треків.
Брі випустив ще кілька альбомів на Lil 'Chief з The Brunettes. Їхній другий альбом «Mars Loves Venus» був випущений у червні 2004 року. Того самого року в колективі грав Раян Макфунстар, який розпочав турне «The Shins 2005» по Північній Америці.
У 2009 році «The Brunettes» випустили альбом «Red Rollerskates EP», незабаром — «Paper Dolls». У 2010 році їхня пісня «Red Rollerskates» стала саундтреком до відеогри «NBA 2K11». Трек «Brunettes Against Bubblegum Youth» було використано у розширеній рекламі для «Hollyoaksin» у Великій Британії.
Окрім участі в складі гурту «The Brunettes», Брі працював з Принцесою Челсі над альбомом «Lil' Golden Book». Разом із виконавицею вони також випустили пісню «The Cigarette Duet» та зняли кліп, який згодом набув великої популярності, досягнувши майже 40 мільйонів переглядів на YouTube.
Перша сольна робота Брі «The Prithrose Path» вийшла в 2013 році. Наступний його альбом «A Little Night Music» вийшов у 2015 році. Проте його найбільший прорив відбувся після релізу третього альбому, коли пісня «You're So Cool» стала сенсацією на YouTube. Обличчя виконавців були закриті спандекс-масками, що вразило глядачів. Композиція незабаром досягла 1 мільйону переглядів і на лютий 2020 року має 15,5 мільйонів переглядів.

## Дискографія

### Альбоми The Brunettes
- 1998: Mars Loves Venus EP
- 2002: Holding Hands, Feeding Ducks
- 2003: The Boyracer e.p.
- 2004: Mars Loves Venus
- 2005: When Ice Met Cream
- 2007: Structure & Cosmetics
- 2009: Paper Dolls
- 2009: The Red Rollerskates
- 2011: Mars Loves Venus (вініл)

### Компіляції
- 2009: «Lovesong» – триб'ют гурту The Cure
- 2016: «Last Night's Love» – триб'ют гурту The Reduction Agents

### Сольні релізи
- 2013: The Primrose Path
- 2015: A Little Night Music
- 2018: Sleepwalking
- 2020: After the Curtains Close

### Колаборації
- 2011: ко-продюсер в Lil Golden Bookby Princess Chelsea
- 2015: ко-продюсер в Great Cybernetic Depressionby Princess Chelsea